# Natty Dominique
Anatie "Natty" Dominique (New Orleans, 2 augustus 1896 - Chicago, 30 augustus 1982) was een Amerikaanse jazz-trompettist die New Orleans-jazz speelde. Hij werkte veel samen met zijn vriend, de klarinettist Johnny Dodds.
Dominique was een leerling van de legendarische kornettist Manuel Perez. In 1913 trok hij naar Chicago, waar hij speelde met Jimmy Noone, Carroll Dickerson, Jelly Roll Morton en, vanaf 1925, voornamelijk met Johnny Dodds. In de jaren veertig was hij meerdere jaren niet actief als muzikant vanwege problemen met zijn hart: hij werkte in die periode op het vliegveld van Chicago. Eind jaren veertig was dixieland weer in en keerde Dominique terug in de muziek. Hij trad toen op met zijn Creole Dance Band, waarin onder meer Johnny Dodds' broer, Baby Dodds speelde. In de jaren vijftig nam hij enkele platen op voor American Music, waaronder Natty Dominique and His New Orleans Hot Six (1954). Dominique was als muzikant werkzaam tot in de jaren zeventig.
Hij is de oom van de trompettist en bandleider Don Albert.

## Discografie (selectie)
- Natty Dominique's Creole Dance Band, American Recordings, 1994
- Natty Dominique, Windin' Ball

- Bibliothèque nationale de France: cb13893346p (data)
- Gemeinsame Normdatei: 1118649753
- International Standard Name Identifier: 0000 0000 5515 1747
- Library of Congress Control Number: no98049853
- MusicBrainz: 2d295931-4e91-4547-a056-059f8061c751
- Nationale Bibliotheek van Tsjechië: ola2002159330
- Nationale Bibliotheek van Israël: 987007319423005171
- Réseau des bibliothèques de Suisse occidentale: 02-A018760328
- SNAC: w6gv3jk5
- Système universitaire de documentation: 25128459X
- Virtual International Authority File: 76499899
- WorldCat: E39PBJqjY6TxFRjGwmT83FTWDq